# Mörsil
Mörsil ist ein Ort in der schwedischen Provinz Jämtlands län und liegt im Osten der Gemeinde Åre. In Mörsil leben 781 Einwohner auf einer Fläche von 133 Hektar (2015). Mörsil liegt auf halbem Weg zwischen Östersund und dem Fjäll. Südlich des Ortes fließt der Indalsälven entlang.

## Infrastruktur
Durch den Ort verläuft die Europastraße 14. Zudem quert die Mittbanan den Ort, hat hier jedoch keinen Bahnhof.

## Sanatorium
In Mörsil wurde 1899 das heutige Gebäude des ersten Sanatorium Schwedens erbaut. Zuvor nutzte das Sanatorium mehrere Jahre andere Gebäude. Hier wurden vor allem Patienten behandelt, die an Tuberkulose erkrankt waren. Bis heute (2011) sind alle Gebäude erhalten und von medizinhistorischem Wert.

## Sehenswürdigkeiten
Im Kretsloppshuset werden ökologisch bewirtschaftete Gärten gezeigt. Hier gibt es auch ein ökologisches Cafe. In Mörsil befinden sich Reste einer Ehemaligen Kriegsschanze aus dem Jahre 1611. Zudem gibt es den Hembygdsgården Römmen, der die Entwicklung der Waldarbeit zum Thema hat.